# Livade (Danilovgrad)
Pour les articles homonymes, voir Livade.
Livade (en serbe cyrillique : Ливаде) est un village du centre du Monténégro, dans la municipalité de Danilovgrad.

## Démographie

### Évolution historique de la population
| 1948 | 1953 | 1961 | 1971 | 1981 | 1991 | 2003 |
| ---- | ---- | ---- | ---- | ---- | ---- | ---- |
| 153  | 168  | 152  | 137  | 148  | 111  | 131  |